# Binatlı Yılmaz SK
Binatlı Yılmaz SK is een voetbalclub uit Güzelyurt (Morphou) in de Turkse Republiek Noord-Cyprus.
De club speelt haar thuiswedstrijden in het Zafer Stadion. De clubkleuren zijn geel en groen.

## Erelijst
- Birinci Lig: 2003
- Turks-Cypriotische beker: 2005
- İkinci Lig: 2008

Alsancak · Baf Ülkü Yurdu · Binatlı · Cihangir · Çetinkaya · Doğan Türk Birliği · Düzkaya Kültür Ocağı · Gençlik Gücü · Göçmenköy İdman Yurdu · Gönyeli · Hamitköy · Küçük Kaymaklı · Lefke · Mağusa Türk Gücü · Türk Ocağı · Yenicami